# Diócesis de Eldoret
La diócesis de Eldoret (en latín: Dioecesis Eldoretensis, en inglés: Roman Catholic Diocese of Eldoret y en suajili: Jimbo Katoliki la Eldoret) es una circunscripción eclesiástica de la Iglesia católica en Kenia. Se trata de una diócesis latina, sufragánea de la arquidiócesis de Kisumu. Desde el 16 de noviembre de 2019 su obispo es Dominic Kimengich.

## Territorio y organización
La diócesis tiene 6366 km² y extiende su jurisdicción sobre los fieles católicos de rito latino residentes en los condados de Elgeyo-Marakwet y Uasin Gishu.
La sede de la diócesis se encuentra en la ciudad de Eldoret, en donde se halla la Catedral de Cristo Rey.
En 2025 en la diócesis existían 65 parroquias.

## Historia
La prefectura apostólica de Eldoret fue erigida el 29 de junio de 1953 mediante la bula Quae ad christifidelium del papa Pío XII, obteniendo el territorio de la diócesis de Kisumu (hoy arquidiócesis).
El 13 de octubre de 1959 la prefectura apostólica fue elevada a diócesis mediante la bula Christianorum societas del papa Juan XXIII. Originalmente era sufragánea de la arquidiócesis de Nairobi.
El 11 de enero de 1968 cedió partes de su territorio para la erección por el papa Pablo VI de la prefectura apostólica de Lodwar (hoy diócesis de Lodwar, mediante la bula Sacrorum Librorum) y de la diócesis de Nakuru (mediante la bula Quam curam).
El 28 de junio de 1972 cedió el distrito de Baringo a la diócesis de Nakuru mediante el decreto Cum ad bonum de la Congregación para la Evangelización de los Pueblos.
El 21 de mayo de 1990 pasó a formar parte de la provincia eclesiástica de la arquidiócesis de Kisumu.
El 3 de abril de 1998 cedió otra porción de su territorio para la erección de la diócesis de Kitale mediante la bula Magis in dies del papa Juan Pablo II.
El 10 de julio de 2025 cedió el condado de Nandi para la erección de la diócesis de Kapsabet por el papa León XIV.

## Estadísticas
Según el Boletín diario de la Santa Sede del 10 de julio de 2025 la diócesis tenía a mediados de 2025 un total de 581 345 fieles bautizados.
| Año                                                                             | Población            | Población | Población      | Sacerdotes | Sacerdotes    | Sacerdotes    | Bautizados por sacerdote | Diáconos permanentes | Religiosos | Religiosos | Parroquias |
| Año                                                                             | Bautizados católicos | Total     | % de católicos | Total      | Clero secular | Clero regular | Bautizados por sacerdote | Diáconos permanentes | Varones    | Mujeres    | Parroquias |
| ------------------------------------------------------------------------------- | -------------------- | --------- | -------------- | ---------- | ------------- | ------------- | ------------------------ | -------------------- | ---------- | ---------- | ---------- |
| 1970                                                                            | 107 160              | 1 150 000 | 9.3            | 50         | 25            | 25            | 2143                     |                      | 35         | 24         | 12         |
| 1980                                                                            | 188 000              | 2 415 000 | 7.8            | 65         | 13            | 52            | 2892                     |                      | 64         | 104        | 35         |
| 1990                                                                            | 399 200              | 2 526 000 | 15.8           | 73         | 36            | 37            | 5468                     |                      | 52         | 217        | 40         |
| 1999                                                                            | 300 000              | 1 278 465 | 23.5           | 58         | 39            | 19            | 5172                     |                      | 35         | 146        | 35         |
| 2000                                                                            | 341 000              | 1 482 000 | 23.0           | 53         | 38            | 15            | 6433                     |                      | 37         | 150        | 35         |
| 2001                                                                            | 351 000              | 1 485 950 | 23.6           | 54         | 40            | 14            | 6500                     |                      | 36         | 164        | 36         |
| 2002                                                                            | 355 000              | 1 490 340 | 23.8           | 62         | 48            | 14            | 5725                     |                      | 36         | 167        | 36         |
| 2003                                                                            | 367 200              | 1 530 000 | 24.0           | 62         | 49            | 13            | 5922                     |                      | 36         | 179        | 37         |
| 2004                                                                            | 375 965              | 1 560 600 | 24.1           | 69         | 56            | 13            | 5448                     |                      | 39         | 178        | 37         |
| 2006                                                                            | 401 703              | 1 623 648 | 24.7           | 66         | 53            | 13            | 6086                     |                      | 36         | 213        | 39         |
| 2013                                                                            | 537 000              | 1 926 000 | 27.9           | 93         | 80            | 13            | 5774                     |                      | 30         | 211        | 45         |
| 2016                                                                            | 510 000              | 2 206 000 | 23.1           | 108        | 90            | 18            | 4722                     |                      | 33         | 218        | 55         |
| 2019                                                                            | 892 000              | 2 450 000 | 36.4           | 127        | 109           | 18            | 7023                     |                      | 38         | 243        | 61         |
| 2021                                                                            | 892 000              | 2 489 710 | 35.8           | 139        | 119           | 20            | 6417                     |                      | 43         | 235        | 66         |
| 2023                                                                            | 895 000              | 2 605 530 | 34.4           | 164        | 137           | 27            | 5457                     |                      | 54         | 285        | 82         |
| 2025                                                                            | 581 345              | 1 619 666 | 35.9           | 112        | 92            | 20            | 5190                     | 8                    | 31         | 211        | 65         |
| Fuente: Catholic-Hierarchy, que a su vez toma los datos del Anuario Pontificio. |                      |           |                |            |               |               |                          |                      |            |            |            |

## Episcopologio

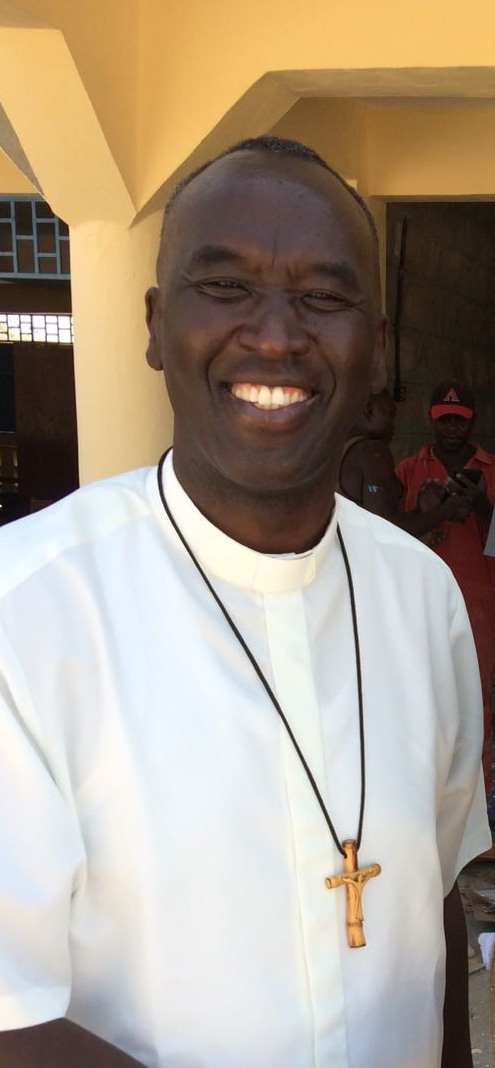
Dominic Kimengich, obispo de Eldoret desde 2019

- Joseph Brendan Houlihan, S.P.S. † (29 de enero de 1954-19 octubre de 1970 renunció[nota 1])
- John Njenga † (19 de octubre de 1970-25 de octubre de 1988 nombrado obispo de Mombasa)
- Cornelius Kipng'eno Arap Korir † (2 de abril de 1990-30 de octubre de 2017 falleció)
  - Sede vacante (2017-2019)[nota 2]
- Dominic Kimengich, desde el 16 de noviembre de 2019